# 1956 у хокеї з шайбою
Нижче наведені хокейні події 1956 року у всьому світі.

## Олімпійські ігри
На чемпіонаті світу та зимових Олімпійських іграх у Кортіна-д'Ампеццо золоті нагороди здобула збірна СРСР.
Підсумкові місця:
1. СРСР
2. США
3. Канада
4. Швеція
5. Чехословаччина
6. ФРН
7. Італія
8. Польща
9. Швейцарія
10. Австрія

Склад чемпіонів: воротарі — Григорій Мкртичан, Микола Пучков; захисники — Микола Сологубов, Генріх Сидоренков, Альфред Кучевський, Іван Трегубов, Дмитро Уколов; нападники — Євген Бабич, Віктор Шувалов, Всеволод Бобров, Валентин Кузін, Юрій Крилов, Олександр Уваров, Юрій Пантюхов, Олексій Гуришев, Микола Хлистов, Віктор Никифоров. Тренери — Аркадій Чернишов, Володимир Єгоров.

## НХЛ
Шість клубів брали участь у регулярному чемпіонаті НХЛ 1955/56.
У фіналі кубка Стенлі «Монреаль Канадієнс» переміг «Детройт Ред-Вінгс».
|  | Півфінали            | Півфінали           |   |  | Фінал                | Фінал |  |
|  |                      |                     |   |  |                      |       |  |
|  |                      |                     |   |  |                      |       |  |
|  | «Монреаль Канадієнс» | 4                   |   |  |                      |       |  |
|  | «Нью-Йорк Рейнджерс» | 1                   |   |  |                      |       |  |
|  |                      |                     |   |  |                      |       |  |
|  |                      |                     |   |  |                      |       |  |
|  |                      |                     |   |  | «Монреаль Канадієнс» | 4     |  |
|  |                      | «Детройт Ред-Вінгс» | 1 |  |                      |       |  |
|  |                      |                     |   |  |                      |       |  |
|  |                      |                     |   |  |                      |       |  |
|  |                      |                     |   |  |                      |       |  |
|  |                      |                     |   |  |                      |       |  |
|  | «Детройт Ред-Вінгс»  | 4                   |   |  |                      |       |  |
|  | «Торонто Мейпл-Ліфс» | 1                   |   |  |                      |       |  |

## Національні чемпіони
- Австрія: «Енгельманн» (Відень)
- Болгарія: «Червено знаме» (Софія)
- Данія: КСФ (Копенгаген)
- НДР: «Динамо» (Вайсвассер)
- Норвегія: «Гамлеб'єн»
- Польща: «Легія» (Варшава)
- Румунія: «Стяуа» (Бухарест)
- СРСР: ЦСК МО (Москва)

- Угорщина: «Ференцварош» (Будапешт)
- Фінляндія: ТПС (Турку)
- Франція: «СК Ліон»
- ФРН: «Фюссен»
- Чехословаччина: «Руда Гвезда» (Брно)
- Швейцарія: «Ароза»
- Швеція: «Седертельє»
- Югославія: «Загреб»

## Переможці міжнародних турнірів
- Кубок Ахерна: збірна СРСР

## Засновані клуби
- «СК ім. Урицького» (Казань, СРСР)
- «Дизеліст» (Пенза, СРСР)
- «Дукла» (Їглава, Чехословаччина)
- «Металург» (Череповець, СРСР)
- «Фер'єстад» (Карлстад, Швеція)

## Народились
- 19 лютого — Ренді Грегг, канадський хокеїст.
- 6 червня — Юрій Шундров, радянський і український хокеїст.
- 18 вересня — Петер Штястний, словацький хокеїст. Чемпіон світу. Виступав за збірні Чехословаччини, Канади та Словаччини. Член зали слави хокею та зали слави ІІХФ.